# Adolphe Garnier

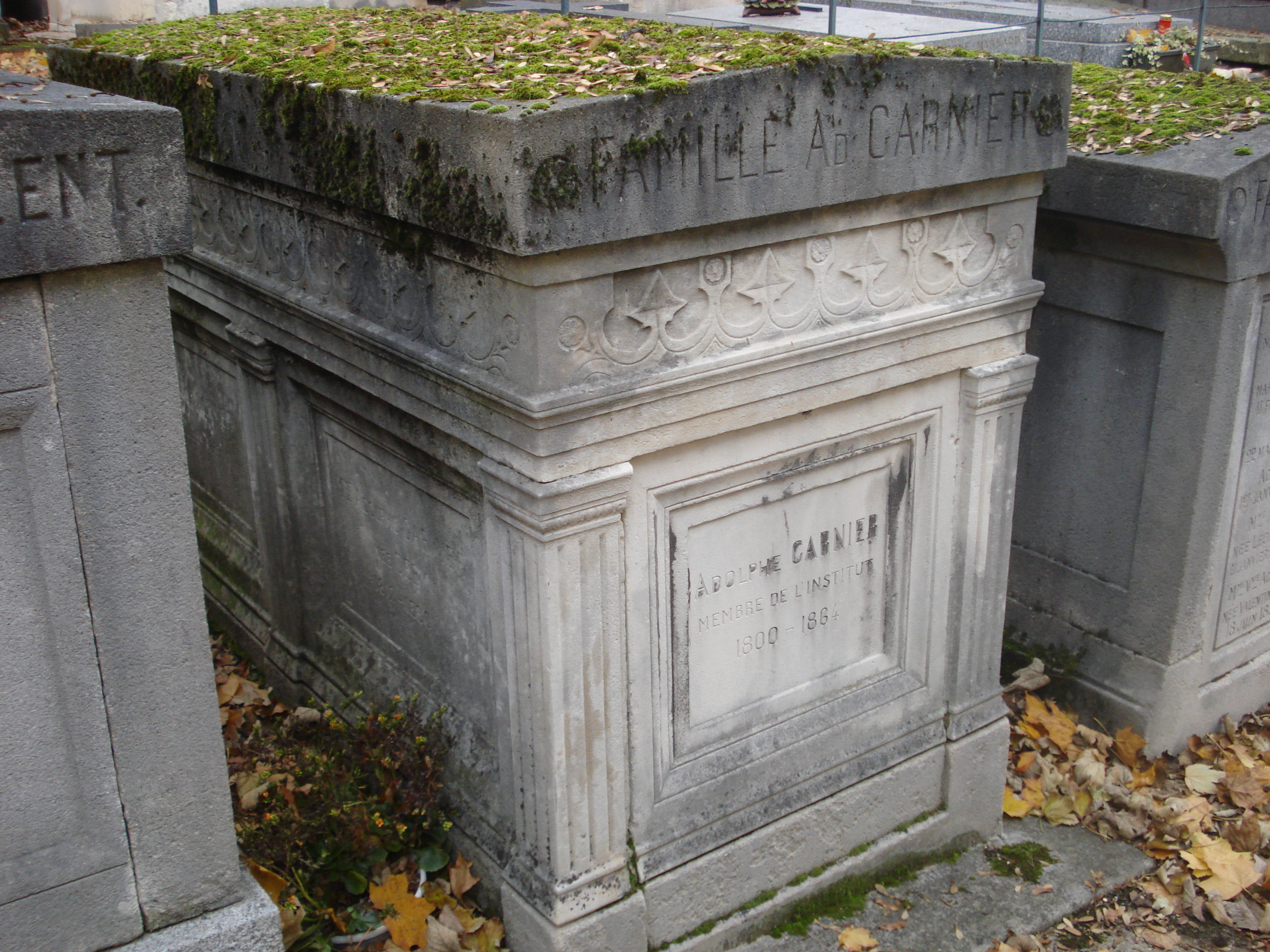
Adolphe Garniers grav på Montmartrekyrkogården.

Adolphe Garnier, född den 27 mars 1801 i Paris, död den 4 maj 1864 i Jouy-en-Josas, var en fransk filosof. 
Garnier, som tillhörde den spiritualistiska riktningen, blev 1838 professor vid Sorbonne i Paris. Han bidrog förtjänstfullt till psykologins utveckling i Frankrike genom Traité des facultés de l'âme (3 band, 1852).  Garnier blev ledamot av Académie des sciences morales et politiques 1860.